# Pablo Sandoval Ramírez
Pablo Sandoval Ramírez (Tixtla, Guerrero, 18 de junio de 1944 - Acapulco, Guerrero, 22 de octubre de 2000) fue un político mexicano, dirigente del Partido de la Revolución Democrática, Diputado federal de 1997 a 2000 y presidente del Congreso de la Unión en 1998. Fue el primer guerrerense en ocupar este cargo.

## Biografía
Dirigente universitario, sindical y político. Licenciado en Derecho y doctor en Ciencias Políticas. Catedrático de la Universidad Nacional Autónoma de México y la Universidad Autónoma de Guerrero (UAG). Autor de diversos textos políticos. Líder estudiantil en la lucha que conquista la autonomía universitaria de la UAG y derroca al gobierno despótico de Caballero Aburto, sufre la masacre del 30 de diciembre de 1960 en Chilpancingo y es encarcelado. Dirigente de la Central Nacional de Estudiantes Democráticos (CNED) y del Comité de Lucha de Derecho (UNAM), interviene en diversas luchas en el país; fue encarcelado en Morelia, en 1966, participa en el movimiento estudiantil de 1968, organizó la manifestación del 10 de junio de 1971. 
En los setenta, fue Secretario General de la Unión Sindical de Catedráticos de la Universidad Autónoma de Guerrero (actual STAUAG), Consejero Universitario, participa en la dirección de los proyectos de democratización universitaria. Conformó el Frente de Defensa de los Derechos del Pueblo de Guerrero, por las libertades democráticas, y sufrió persecución policiaca durante el gobierno de Rubén Figueroa. Dirigió el Sindicato Único Nacional de Trabajadores Universitarios (SUNTU) en los ochenta y participa en la dirección del STUNAM. Encabeza la Mesa de Concertación Sindical que masifica en el país la lucha contra la deuda externa. Como líder político inicia su participación en el 

(1961-64), impulsado por el General Lázaro Cárdenas del Río, luego participa en el Frente Electoral del Pueblo, en relación con el cual fue también detenido varias veces.
Militante de izquierda, fue dirigente nacional del Partido Comunista Mexicano, Partido Socialista Unificado de México y Partido Mexicano Socialista. Precursor del Frente Democrático Nacional (1988) y del Partido de la Revolución Democrática (PRD), del cual fue fundador y Consejero Nacional. Participa en la dirección de las acciones populares en Guerrero contra la masacre de Aguas Blancas que culminaron con la caída del gobernador Rubén Figueroa. Precandidato a gobernador de Guerrero por el PRD en 1999. Diputado federal a la LVII Legislatura del Congreso de la Unión de México electo por mayoría en Acapulco en 1997. Fue presidente de la Cámara de Diputados y del Congreso de la Unión, en 1998. Muere en Acapulco, Guerrero el 22 de octubre de 2000. Le sobreviven su esposa Irma del Carmen Ballesteros Corona y sus tres hijos: Irma Eréndira, Pablo Amílcar y Netzaí Sandoval Ballesteros.
- Datos: Q6056421